# Enrique Torres
Enrique Torres (Buenos Aires, 27 de fevereiro de 1950) é um ator e dramaturgo argentino.

## Filmografia
- Esa mujer (2013/14)
- Amar de nuevo (2011)
- Las tontas no van al cielo (2008)
- El patrón de la vereda (2005)
- Amarte así (2005)
- Anjo Selvagem (2001-03)
- Amor latino (2000)
- Cabecita (1999/2000)
- Muñeca brava (1998/99)
- Pérola Negra (1998)
- Mía, solo mía (1997)
- Cebollitas (1997/98)
- Zíngara (1996)
- Perla negra (1994/95)
- Nano (1994)
- Aqui na Terra (1993)
- Casi todo, casi nada (1993)
- Celeste, siempre Celeste (1993)
- Antonella (1992)
- Celeste (1991)